# Блэквуд, Джон
Джон Блэквуд (англ. John Blackwood; 7 декабря 1818, Эдинбург — 29 октября 1879, близ Сент-Андруса, Шотландия) — британский издатель и книготорговец шотландского происхождения.

## Биография

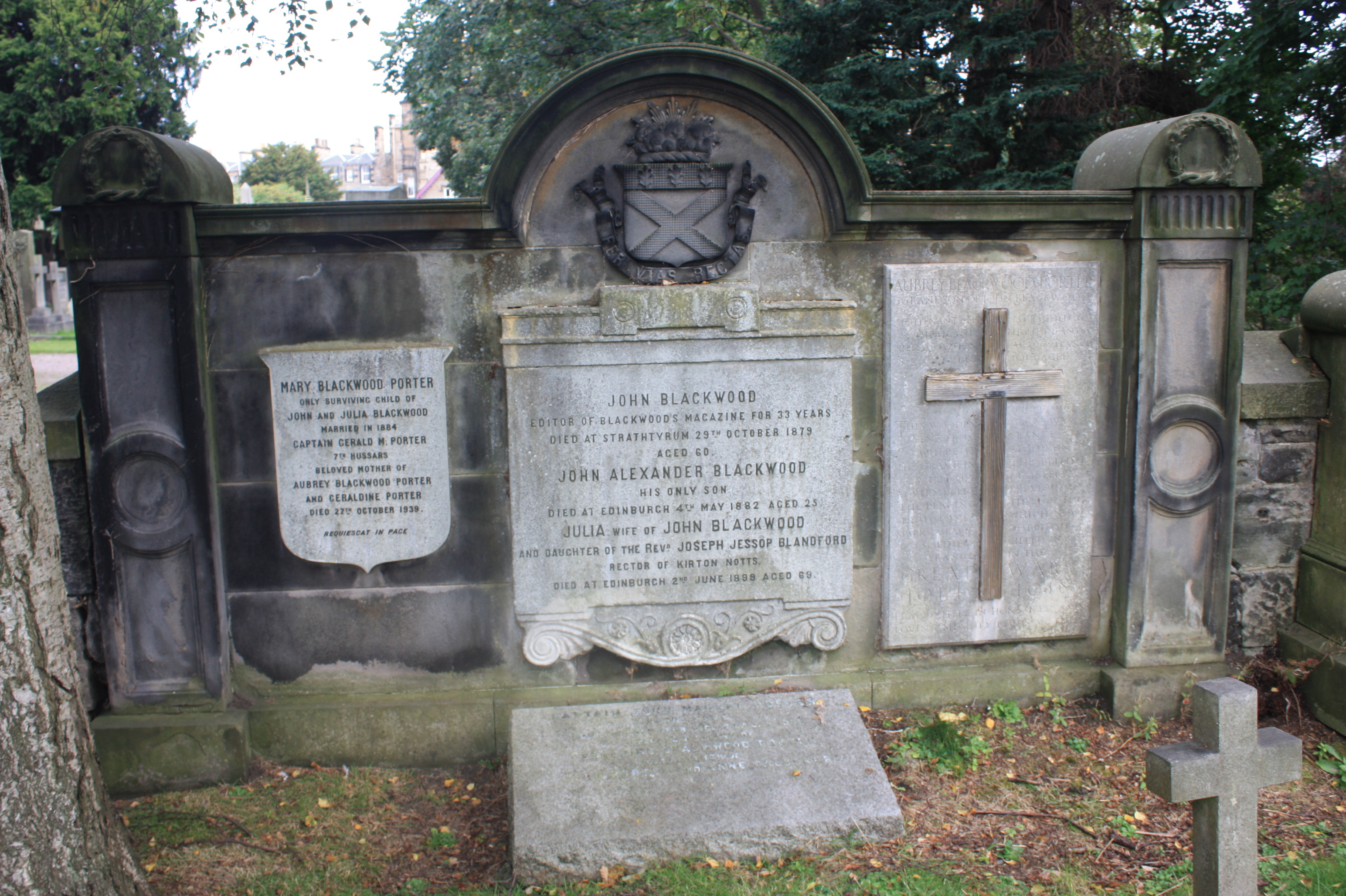
Могила Д. Блэквуда

Сын Уильяма Блэквуда, основателя известного издательства «William Blackwood and Sons» (1804) и журнала Blackwood’s Magazine. Получил образование в университете своего родного города. Рано проявил литературный вкус, за что получил прозвище «маленький редактор».
Три года путешествовал по европейскому континенту. Сменил своего отца в 1834 году.
В 1840 г. открыл в Лондоне отделение книжной торговли, а 1846 г. принял главное руководство журналом «Magazine», который сохранил своё выдающееся положение и принадлежал к тому времени к лучшим органам английской периодической печати по вопросам философии, политики и литературы. Сотрудникам его были с самого начала выдающиеся литературные силы, которые выступали, однако, под разными псевдонимами, среди них Эдуард Булвер-Литтон. Опубликовал первые рассказы Джорджа Элиота (под псевдонимом Мэри Энн Эванс).
Умер от сердечной недостаточности в Шотландии.